# Hessebius jangtseanus
Hessebius jangtseanus är en mångfotingart som först beskrevs av Karl Wilhelm Verhoeff 1942.  Hessebius jangtseanus ingår i släktet Hessebius och familjen stenkrypare.
Artens utbredningsområde är Mongoliet. Inga underarter finns listade i Catalogue of Life.